# Sadko (opera)
Sadko je opera-bylina o sedmi obrazech Nikolaje Andrejeviče Rimskij-Korsakova podle námětu Alexandra Ostrovského. Korsakov ji složil v roce 1896 na libreto, které spolu s ním napsal Vladimír Belskij. Premiéra proběhla poněkud neslavně 26. prosince 1897 v Moskvě (v soukromém divadle Častnaja opera Salodovnikova). Zasloužený úspěch opera sklidila až při další inscenaci v Petrohradě v roce 1901.

## Charakteristika díla
Hlavní znakem hudby Sadka je epický recitativ, stylizovaná zpívaná mluva.

## Z inscenační historie v českých zemích
Opera Sadko se na jeviště Národního divadla poprvé (a zároveň i naposledy) dostala 31. ledna 1928. Takto pozdní uvedení překvapuje při vědomí toho, že pověst o mořeplavci Sadkovi byla v Čechách známa – už roku 1847 ji například pod názvem Mořský car publikovaly Národní listy.

## Obsah opery
Houslista Sadko se živil tím, že často hrával na svatebních hostinách. Když mu ale odmítli za hraní platit, zůstal bez peněz. Jednou se smutný procházel po břehu řeky, sedl si a začal hrát. Když skončil, voda se zpěnila a objevil se mořský bůh (mořský car). Tak velmi se mu líbila Sadkova hudba, že ho pozval, aby hrál na hostině v jeho paláci, že se mu dobře odmění. Sadko souhlasil a hned se také ocitl na dně moře. Na hostině se všichni hosté dobře bavili, a přestože byl už Sadko unavený, nechtěli mu dovolit přestat hrát. V tom se objevil bělovlasý stařec a ten mu poradil, že když roztrhne struny svých houslí, může přestat hrát a mořský bůh mu za odměnu nabídne jednu ze svých dcer za ženu. Ale varoval ho, aby si ze všech vybral tu poslední a o svatební noci aby se jí ani nedotkl, jinak se už na zem nevrátí. Sadko struny svého nástroje tedy roztrhl a přestože se mořskému bohu nechtělo, nabídl mu za odměnu jednu ze svých dcer. Sadko si vybíral dlouho, prohlížel si první stovku mořských panen, potom druhou a nakonec třetí. Ale vybral si až tu úplně poslední, která byla ze všech nejkrásnější. O svatební noci se jí ale nechtíc dotkl nohou. Princezna byla tak studená, až se Sadko probudil. Zjistil, že leží na břehu řeky a nohu má ponořenou v ledové vodě. Ta mu zůstala už navždy chromá. Vedle sebe objevil pytel zlata, ze kterého mohl až do své smrti žít jako pán.